# Миодистрофия Дюшенна
Миодистрофия Дюшенна (другие названия: миопатия Дюшенна, миодистрофия Дюшена-Беккера) — генетическое заболевание. Названа в честь французского врача-невролога Гийома Бенжамена Армана Дюшенна.

## Общие сведения
Болеют мальчики и очень редко девочки: 1 из 5000 мальчиков и 1 из 50 000 000 девочек. Болезнь вызывается делециями или дупликациями одного или нескольких экзонов, либо точечными мутациями в гене дистрофина. Проявляется как слабость мышц, затруднение при движениях с детского возраста, которые прогрессируют с течением времени. Признаками этого заболевания являются специфическая походка и осанка страдающих им мальчиков, позднее начало ходьбы, ухудшенная по сравнению со сверстниками речь, псевдогипертрофия икр.
Важным признаком миодистофии является прием Говерса  — когда ребенок, поднимаясь с пола, как бы «идет руками по ногам». Такое поведение возможно обнаружить в рамках приема у терапевта.
Требуется лабораторная диагностика — обычно речь идёт о биопсии мышечной ткани и генетическом исследовании. Но на первых этапах диагностики достаточно теста КФК, это главный биохимический маркер миодистрофии Дюшенна. У мальчиков с Дюшенном повышен в десятки или сотни раз.
Ранее в 8—10 лет больным были необходимы костыли, а с 12 лет большинство из них прикованы к инвалидным коляскам, с 16—18 испытывают дыхательные нарушения. Также характерны поражения сердца (развивается кардиомиопатия) и снижение интеллекта. Механизм развития последнего доподлинно не установлен. Смерть обычно наступает на втором-третьем десятилетии жизни. Средняя её продолжительность составляет 25 лет, однако есть люди, которые живут дольше.
Сегодня средняя продолжительность жизни пациентов с МДД значительно повысилась, в том числе благодаря появлению новых препаратов, которые сдерживают разрушение мышц. Также значение в продолжении жизни пациентов имеют корректная реабилитация, лечебная физкультура (плавание), прием стероидов и витаминов.

## Лечение
Радикального лечения миодистрофии Дюшенна пока не предложено.
Существует только симптоматическое лечение (аталурен, гивиностат). Стероиды способны замедлить развитие болезни (дефлазакорт, ваморолон). Рекомендована лечебная физкультура. У больных повышен риск переломов костей, особенный риск имеет жировая эмболия. Требуется особая осторожность при назначении анестезии (наркоза) при хирургических вмешательствах.
В сентябре 2016 года FDA одобрило первый специализированный препарат — «Эксондис 51» (Exondys 51, этеплирсен), предназначенный для терапии мышечной дистрофии Дюшенна у пациентов с подтвержденной мутацией гена дистрофина, подходящей для корректировки посредством пропуска экзона 51. Таких больных насчитывается приблизительно 13 % от общей популяции. Этеплирсен (eteplirsen), разработанный «Сарепта терапьютикс» (Sarepta Therapeutics), представляет собой антисмысловой олигонуклеотид, который связывается с экзоном 51 пре-мРНК дистрофина, чтобы исключать этот экзон в ходе мРНК-процессинга, тем самым реализуя альтернативный сплайсинг с последующим синтезом внутренне усеченного, но функционального дистрофина. Впрочем, терапевтическая эффективность этеплирсена в виде улучшения моторных функций по-прежнему остается недоказанной.
В декабре 2019 года «Сарепта» получила разрешение FDA на «Виондис 53» (Vyondys 53, голодирсен) — новый препарат, предназначенный для лечения мышечной дистрофии Дюшенна у пациентов с подтвержденной мутацией гена дистрофина, подходящей для терапевтического пропуска экзона 53.
В августе 2020 года американская «Эн-эс фарма» (NS Pharma) в составе японской «Ниппон Синяку» (Nippon Shinyaku) заручилась одобрением FDA на «Вилтепсо» (Viltepso, вилтоларсен) — новый лекарственный препарат, предназначенный для терапии мышечной дистрофии Дюшенна у пациентов с подтвержденной мутацией гена дистрофина, подходящей для корректировки путем пропуска экзона 53. В 2022 году Вилтепсо был одобрен. «В международной программе клинических исследований второй и третьей фазы вилтоларсена приняли участие 15 детей из трех российских центров. В настоящее время вилтоларсен является единственным зарегистрированным в России препаратом для пропуска считывания экзона при миодистрофии Дюшенна, его получают 74 ребёнка в стране», — говорит Михаил Самсонов, медицинский директор группы «Р-Фарм».
В 2021 году был одобрен касимерсен.
В 2023 году FDA одобрило препарат генной терапии под названием деландистроген моксепарвовек (Элевидис). Он предназначен для однократного введения до развития необратимых изменений в мышечной ткани. С его помощью можно внедрить в организм пациента здоровый ген, благодаря которому белок, отвечающий за функционирование мышц, начнет работать полноценно. В 2024 году Элевидис стал доступен в России, за полгода препарат получили 63 ребёнка. В июле 2025 г. FDA потребовало остановить распространение Элевидиса и приостановило текущие клинические испытания.

## Помощь для семей
В России действует несколько благотворительных фондов, оказывающих поддержку семьям и пациентам с миодистрофией Дюшенна.
- «Гордей» , благотворительный фонд развития системной помощи пациентам с миодистрофией Дюшенна
- «МойМио», благотворительный фонд помощи детям с миодистрофией Дюшенна и иными тяжелыми нервно-мышечными заболеваниями
- проект Red Balloons  (не оказывает поддержку, информационный ресурс)

Также у фонда Гордей работает федеральная телефонная линия для родителей и врачей: 8 (800) 600 36 02, будние дни с 9.00 до 18.00 по московскому времени. На линии оказывают безвозмездную поддержку по информационным, юридическим, медико-социальным, психологическим вопросам. Звонок является бесплатным для всех абонентов на территории РФ.

## В искусстве
19 сентября 2024 году на канале Premier начался сериал Фарма. По сюжету герой разрабатывает и создает в домашних условиях препараты для лечения миодистрофии Дюшенна, которой болен его брат. Возможность создать такое лекарство самостоятельно опровергает химик Андрей Гремяков.